# ايمانويل بورغود
ايمانويل بورغود (25 أكتوبر 1987 في فرنسا - ) (بالفرنسية: Emmanuel Bourgaud)‏ هو لاعب كرة قدم فرنسي في مركز الوسط. لعب مع نادي أميين ونادي أنجيه ونادي كريتيل وVendée Poiré-sur-Vie Football ‏ وSR Colmar ‏.

## روابط خارجية
- ايمانويل بورغود على موقع قاعدة بيانات كرة القدم.إي يو (الإنجليزية)
- ايمانويل بورغود على موقع Soccerway.com (الإنجليزية)